# Арал (Ноокатский район)
Арал (кирг. Арал) — село в Ноокатском районе Ошской области Кыргызстана. Входит в состав Мирмахмудовского айылного аймака.

## География
Село расположено в западной части области, на правом берегу реки Аравансай, на расстоянии приблизительно 1 километра (по прямой) к северу от города Ноокат, административного центра района. Абсолютная высота — 1197 метров над уровнем моря.

## Население
Согласно оценочным данным Национального статистического комитета Кыргызской Республики, численность населения села на начало 2023 года составляла 2604 человека.
| год     | 2009 | 2014 | 2015 | 2020 | 2021 | 2023 |
| ------- | ---- | ---- | ---- | ---- | ---- | ---- |
| человек | 1697 | 1909 | 2178 | 2429 | 2452 | 2604 |